# ジェイアール東日本自動車販売
株式会社ジェイアール東日本自動車販売（ジェイアールひがしにほんじどうしゃはんばい）は、かつて存在した東日本旅客鉄道（JR東日本）グループの自動車ディーラー。国鉄分割民営化直後の1991年に設立された。

## 沿革
- 1991年（平成3年）4月23日 - ジェイアール東日本自動車販売株式会社を設立[1][2]、ボルボ製乗用車の販売を開始[1][2]。
- 1997年（平成9年）4月 - GM製乗用車「サターン」の販売を開始[1]、「サターン新宿ステーション」をオープン[1]。

## 解説
1987年に国鉄が分割民営化されると、JR各社は本業だけでは収益の改善が覚束ないことから異業種に進出し始めた。その中でもJR北海道・JR西日本・JR九州はマツダの新販売チャネル「ユーノス」の運営に参画したが、その影響を受けてJR東日本も乗用車の販売に着手した。広大な路線網を持った鉄道会社であるJR各社が、鉄道最大のライバルと言える自動車の販売事業に進出したのは異例のことであった。
ジェイアール東日本自動車販売では、設立時はボルボ・カーズの車種を販売していたが、1997年にゼネラルモーターズ（GM）の小型車の新ブランド「サターン」が日本に進出すると、同年4月に取り扱いを開始するとともに、新宿駅新南口のタカシマヤタイムズスクエア前にショールーム兼販売店「サターン新宿ステーション」をオープンさせた。
その影響もあり、山手線の保線車としてにサターン・Sシリーズのワゴンが使われていたことがあった。しかし売れ行きは芳しくなく、本業である鉄道事業への悪影響も懸念されたことから「サターン新宿ステーション」はわずか数年で閉鎖され、市川塩浜駅前（千葉県市川市）の販売店は千葉県内でボルボディーラーを運営する東邦オートへ営業譲渡した。東京都内のボルボ販売店は閉鎖され、「サターン世田谷」はいすゞ自動車系の「いすゞスクエアジャパン」へ営業譲渡した後、いすゞ自動車の乗用車事業撤退により閉鎖されている。

### 私鉄資本による自動車販売
それ以前にも、国鉄・JR以外の私鉄資本による自動車販売は例があり、名鉄グループでは名鉄自動車整備がユーノス店を経営したことがあり、北陸鉄道と京成電鉄も一時期「オートラマ」を通じてフォード車の販売を手掛けていた。名鉄グループは「名鉄AUTO（Meitetsu BMW）」にてBMWの販売を手がけている。
日産自動車には大手私鉄系ディーラーも多く、関東では東急グループの東急日産販売、京急グループの京急日産自動車、京王グループの日産サニー京王販売、相鉄グループの相鉄日産神奈川販売などがあり、関西では奈良県内の2社（奈良近畿日産自動車・日産サニー奈良販売）が近鉄グループだった。
そのほか、近鉄グループでは近鉄モータースが長らく各種輸入車販売を手掛けており、その後も「シュテルン近鉄」が大阪府・奈良県内でメルセデス・ベンツの販売を継続している。ただし、シュテルン近鉄と近鉄モータースは元々は近畿日本鉄道の直系だったが、グループ再編により近鉄百貨店を中心とする近鉄流通グループの一員となっている。
また、地元資本による経営を原則とするトヨタ自動車のディーラーでは、トヨタユナイテッド静岡（旧静岡トヨペット・トヨタカローラ東海・ネッツトヨタスルガ）が静岡鉄道グループ、静岡トヨタ自動車が遠州鉄道グループ（2020年に同じ遠州鉄道グループのネッツトヨタ浜松を合併）であり、過去に存在した東京トヨタディーゼル・横浜トヨタディーゼル（後にカローラ店へ系列変更して「トヨタカローラ東急」となる）が東急グループで、名古屋トヨタディーゼルも一時期は名古屋鉄道が、福岡トヨタディーゼルは西日本鉄道が資本参加していた。
私鉄事業者はJR各社と異なり保有している路線が大都市と衛星都市間を結んでいる事が多く、主に沿線住民の通勤と通学輸送に特化しているため、一部を除いてマイカーと競合しやすい観光・行楽輸送の割合が少ない事情がある。
これについては民鉄事業者によっても方針が別れており、沿線に観光地を有する東武鉄道・小田急電鉄・京阪電鉄・阪急阪神グループは系列に流通グループを保有するにも関わらず自動車の販売は行っていない。
なお、過去に存在した西武日産販売・西武自動車販売・新西武自動車販売は、西武鉄道グループではなく西武百貨店系の西武流通グループ（のちのセゾングループ）である。
全く逆の例として、自動車販売会社が経営破綻した鉄道会社の救済に乗り出した例もある。高松琴平電気鉄道は2001年にそごうグループ（当時、合弁会社を立ち上げて瓦町駅に「コトデンそごう」を開いており、債務保証も行っていた）の経営破綻により連鎖倒産したが、その際に支援に乗り出したのは香川県の日産販売会社・香川日産自動車であった。

## ディーラー網

### ボルボ
- 東京世田谷 - 閉鎖
- 市川塩浜 - 東邦オートへ譲渡、同社の「ボルボカーズ市川」となる

### サターン
- サターン新宿 - 3年ほどで閉鎖
- サターン世田谷 - いすゞスクエアジャパンへ営業譲渡[3]→閉鎖